# Amphoe Ongkharak

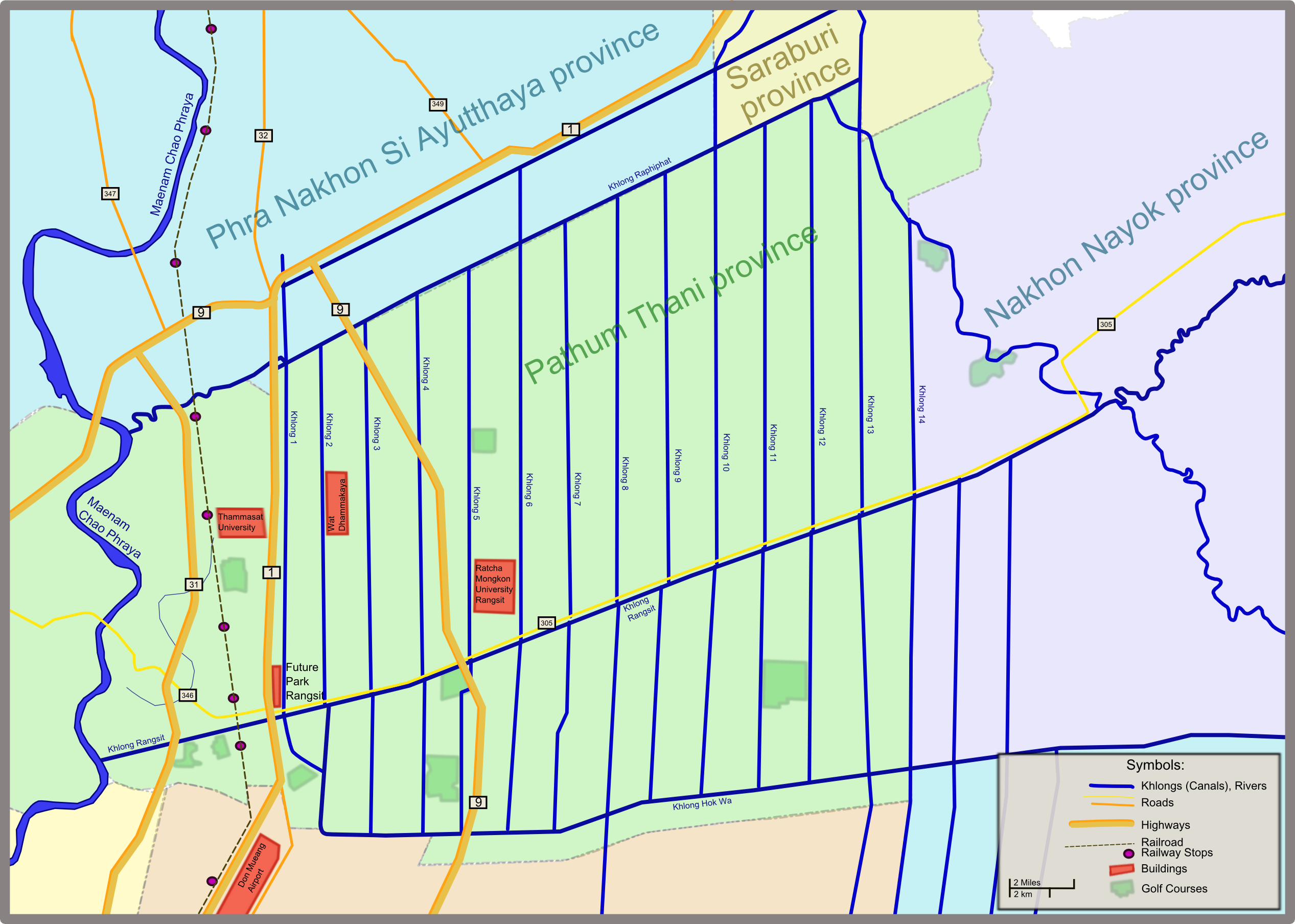
Übersichtsplan über Khlong Rangsit

Amphoe Ongkharak (Thai อำเภอ องครักษ์) ist ein Landkreis (Amphoe – Verwaltungs-Distrikt) im westlichen Teil der Provinz Nakhon Nayok. Die Provinz Nakhon Nayok liegt im nordöstlichen Teil der Zentralregion von Thailand.

## Etymologie
Ongkharak bedeutet Königliche Wache. 
Einst besuchte König Chulalongkorn (Rama V.) die Müang Nakhon Nayok. Als er im heutigen Amphoe Ongkharak ankam, erkrankte eine seiner Königlichen Wachen und verstarb kurz darauf. Der König ordnete an, dass zu seinen Ehren ein Schrein erbaut würde, um an diesen Vorfall zu erinnern.

## Geographie
Benachbarte Distrikte (von Nordosten im Uhrzeigersinn): die Amphoe Ban Na und Mueang Nakhon Nayok der Provinz Nakhon Nayok, Amphoe Ban Sang der Provinz Prachin Buri, Amphoe Bang Nam Priao der Provinz Chachoengsao, sowie die Amphoe Lam Luk Ka, Thanyaburi und Nong Suea der Provinz Pathum Thani.
Die wichtigsten Wasser-Ressourcen des Landkreises sind der Mae Nam Nakhon Nayok (Nakhon-Nayok-Fluss) und der Khlong Rangsit.

## Geschichte
Das alte Verwaltungsgebäude des Kreises Ongkharak lag zunächst im Tambon Bang O (im heutigen Amphoe Ban Na). König Chulalongkorn beauftragte 1889 den Bau eines Kanals (Khlong), der den Mae Nam Chao Phraya mit dem Nakhon-Nayok-Fluss verbinden sollte. Die Schleuse am Chao Phraya wurde Chulalongkorn-Schleuse (ประตูน้ำจุฬาลงกรณ์) genannt, diejenige am anderen Ende des Kanals Saovabha-Bhongsi-Schleuse (ประตูน้ำเสาวภาผ่องศรี), der Kanal selbst hieß Khlong Rangsit. Daraufhin wurde die Kreisverwaltung an den nahegelegenen 16. Neben-Kanal des Khlong Rangsit verlegt. Etwa 20 Jahre später wurde sie erneut verlegt in die Nähe der Saovabha-Bhongsi-Schleuse. Heute liegt die Kreisverwaltung hinter dem Saovabha-Markt, 500 Meter vom alten Standort entfernt.

## Ausbildung

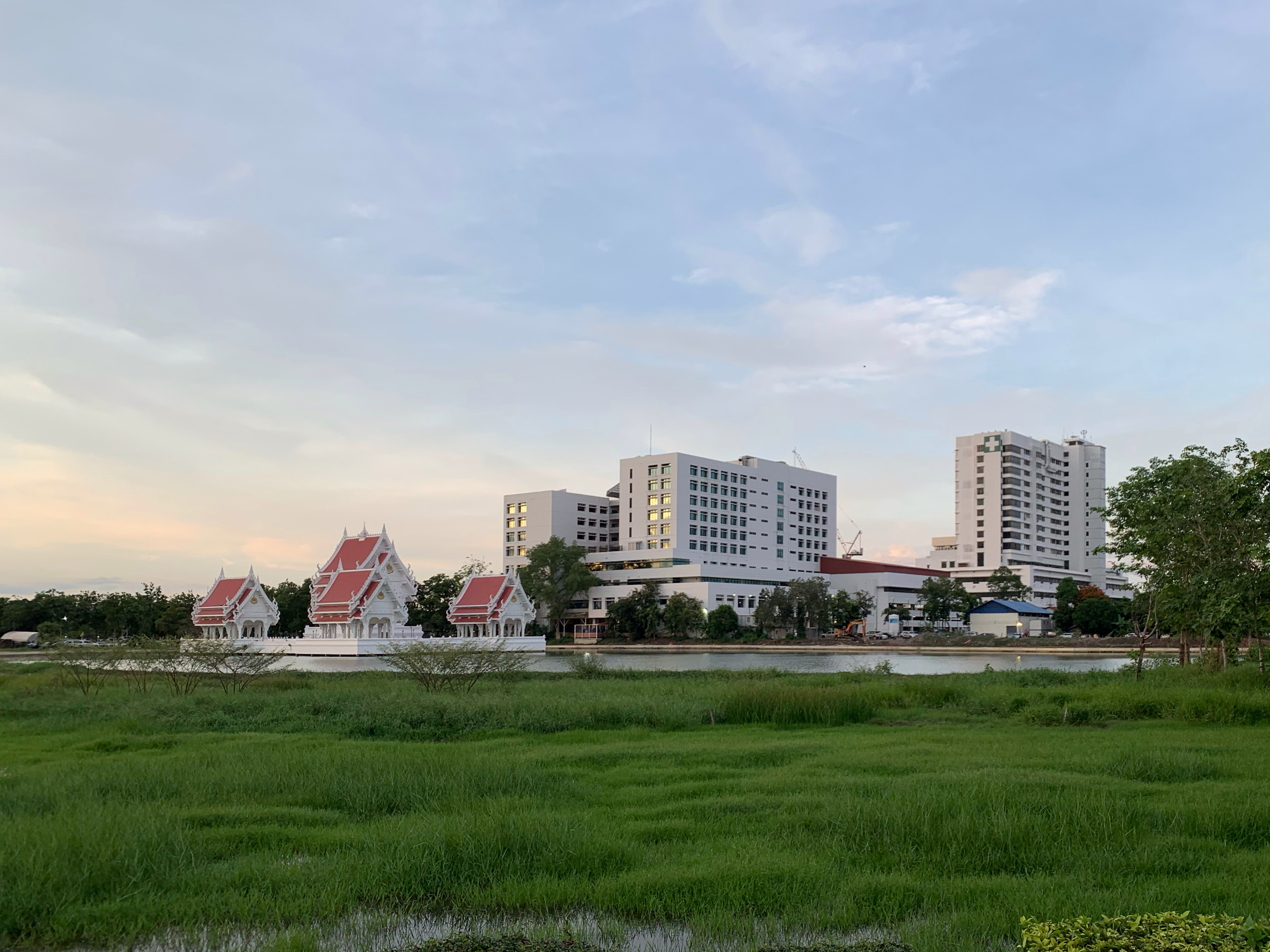
Srinakharinwirot-Universität, Ongkharak

Der Ongkharak Campus der Srinakharinwirot-Universität liegt in diesem Landkreis.

## Verwaltung

### Provinzverwaltung
Der Landkreis Ongkharak ist in elf Tambon („Unterbezirke“ oder „Gemeinden“) eingeteilt, die sich weiter in 116 Muban („Dörfer“) unterteilen.
| Nr. | Name          | Thai      | Muban | Einw. |
| --- | ------------- | --------- | ----- | ----- |
| 01. | Phra Achan    | พระอาจารย์ | 13    | 6.432 |
| 02. | Bueng San     | บึงศาล     | 09    | 5.585 |
| 03. | Sisa Krabue   | ศีรษะกระบือ | 13    | 6.732 |
| 04. | Pho Thaen     | โพธิ์แทน    | 09    | 4.507 |
| 05. | Bang Sombun   | บางสมบูรณ์  | 13    | 3.953 |
| 06. | Sai Mun       | ทรายมูล    | 11    | 5.312 |
| 07. | Bang Pla Kot  | บางปลากด  | 11    | 7.253 |
| 08. | Bang Luk Suea | บางลูกเสือ  | 12    | 3.633 |
| 09. | Ongkharak     | องครักษ์    | 07    | 6.948 |
| 10. | Chumphon      | ชุมพล      | 08    | 5.409 |
| 11. | Khlong Yai    | คลองใหญ่   | 10    | 6.053 |

### Lokalverwaltung
Es gibt eine Kommune mit „Kleinstadt“-Status (Thesaban Tambon) im Landkreis:
- Ongkharak (Thai: เทศบาลตำบลองครักษ์) bestehend aus den Teilen der Tambon Sai Mun, Ongkharak.

Außerdem gibt es elf „Tambon-Verwaltungsorganisationen“ (องค์การบริหารส่วนตำบล – Tambon Administrative Organizations, TAO)
- Phra Achan (Thai: องค์การบริหารส่วนตำบลพระอาจารย์) bestehend aus dem kompletten Tambon Phra Achan.
- Bueng San (Thai: องค์การบริหารส่วนตำบลบึงศาล) bestehend aus dem kompletten Tambon Bueng San.
- Sisa Krabue (Thai: องค์การบริหารส่วนตำบลศีรษะกระบือ) bestehend aus dem kompletten Tambon Sisa Krabue.
- Pho Thaen (Thai: องค์การบริหารส่วนตำบลโพธิ์แทน) bestehend aus dem kompletten Tambon Pho Thaen.
- Bang Sombun (Thai: องค์การบริหารส่วนตำบลบางสมบูรณ์) bestehend aus dem kompletten Tambon Bang Sombun.
- Sai Mun (Thai: องค์การบริหารส่วนตำบลทรายมูล) bestehend aus Teilen des Tambon Sai Mun.
- Bang Pla Kot (Thai: องค์การบริหารส่วนตำบลบางปลากด) bestehend aus dem kompletten Tambon Bang Pla Kot.
- Bang Luk Suea (Thai: องค์การบริหารส่วนตำบลบางลูกเสือ) bestehend aus dem kompletten Tambon Bang Luk Suea.
- Ongkharak (Thai: องค์การบริหารส่วนตำบลองครักษ์) bestehend aus Teilen des Tambon Ongkharak.
- Chumphon (Thai: องค์การบริหารส่วนตำบลชุมพล) bestehend aus dem kompletten Tambon Chumphon.
- Khlong Yai (Thai: องค์การบริหารส่วนตำบลคลองใหญ่) bestehend aus dem kompletten Tambon Khlong Yai.